# دقيقة مائية ضئيلة أحادية الخلية
دقيقة مائية ضئيلة أحادية الخلية (الاسم العلمي: Undibacterium parvum) هي نوع من البكتيريا، سلبية الغرام، تتبع جنس الدقائق مائية أحادية الخلية.